# 成沢みなみ
成沢 みなみ（なるさわ みなみ、1992年4月25日 - ）は、宮崎県出身のグラビアアイドル。ブリーズプロモーション所属。

## 人物
- 4人兄弟の末っ子。

## 来歴
- 当初、成沢りえとしてデビューの予定であったが、本人曰く「近い人の名前と同じだったので」という理由で、デビューに際し現在の成沢みなみに改名[1]。そのため1st DVDでは、一部成沢りえと表記されている。
- ブログ記事をすべて削除して突然活動を休止。所属プロも何も語らず引退と思われていたが2012年4月に復帰。休業の理由は大学受験だったと明かしている。
- 2013年2月、デビューから所属していた事務所breez promotionを辞め、同年4月より合同会社PRESENCEからみなみ鈴（みなみりん）としてデビュー。

## 出演

### テレビ
- アキバン!バン!バン!（2009年8月31日、千葉テレビ）

## リリース作品

### DVD
1. First Impact（2009年3月10日、369）
2. みなみウィング（2009年5月25日、369）
3. Pure Smile 成沢みなみ（2009年12月18日、竹書房）
4. 桃乳（2010年3月26日、彩文館出版）
5. Nu Image（2010年7月16日、スパイスビジュアル）
6. 恋水（2010年12月1日、クラリス）
7. Privacy（2011年3月25日、クラリス）
8. Climb-Up(クライムアップ) （2012年6月1日、クラリス）
9. bitter chocola（2012年11月2日、クラリス）

みなみ鈴 名義
1. Peach Bomb（2013年8月22日、M.B.Dメディアブランド）
2. PLEASURE（2013年11月1日、スパイスビジュアル）
3. GIRLS-PEDIA みなみ鈴（2015年1月25日、QH映像）
4. GIRLS-PEDIA みなみ鈴2（2015年3月25日、QH映像）
5. ボクと鈴先生（2015年12月18日、QH映像）
6. 卒業（2016年4月26日、エアーコントロール）
7. ラストグラビア（2016年7月25日、エアーコントロール）

### 写真集
- MiNAMiN（2010年1月25日、彩文館出版、撮影：加納典譲）ISBN 978-4-7756-0457-1